# Zoltán Varga (Fußballspieler)
Zoltán Varga [ˈzoltaːn ˈvɒrɡɒ] (* 1. Januar 1945 in Vál, Komitat Fejér, Königreich Ungarn; † 9. April 2010 in Budapest) war ein ungarischer Fußballspieler und -trainer, der während seiner aktiven Zeit auf der Position des Stürmers spielte.

## Laufbahn als Spieler
Zoltán Varga begann seine Karriere 1961 beim ungarischen Verein Ferencváros Budapest, für den er bis 1968 spielte. Zwischen 1964 und 1968 bestritt er insgesamt 13 Länderspiele für sein Heimatland und wurde bei den Olympischen Spielen 1964 in Tokio mit der ungarischen Mannschaft Olympiasieger. 1968 setzte sich Varga während einer Länderspielreise in Mexiko von der ungarischen Mannschaft ab und wurde daraufhin in Ungarn gesperrt und zum Tode verurteilt. Zunächst war er von Juli 1968 bis Juni 1969 beim belgischen Verein Standard Lüttich, konnte aber wegen der FIFA-weit gültigen Sperre nicht eingesetzt werden.
Danach wechselte er zu Hertha BSC, wo er von 1969 bis 1972 unter Vertrag stand, ab 1970 spielen durfte und schnell zum Publikumsliebling wurde. Gegen Ende der Saison 1970/1971 war Varga in den Bundesliga-Skandal verwickelt. In diesem Zusammenhang ist allerdings der folgende Auszug aus einem Artikel des Berliner Tagesspiegels vom 19. März 2006 recht aufschlussreich, der zeigt, dass Varga scheinbar außen vor gelassen wurde, aber sehr wohl wusste, was vor sich ging: „1971 ging es Hertha BSC besser als heute. Vor dem letzten Spieltag stand die Mannschaft auf Platz drei, mit genügend Abstand nach oben und unten. Gegen Bielefeld ging es um nichts mehr, und so spielten die Berliner auch. Als es zur Halbzeit 0:0 stand, riefen die ersten Zuschauer: Schiebung, Schiebung! Herthas Ungar Zoltán Varga lief nicht in die Kabine, sondern hinauf in den Presseraum im Oberring des Olympiastadions.“ Der Spiegel hat später jenes Telefonat rekonstruiert, das Varga mit seiner Frau führte: „Ist das Geld da?“ – „Nein.“ – „Diese Schweine, sie wollen ohne uns Ausländer kassieren. Aber denen mache ich die Sache kaputt!“ In der ersten Hälfte hatte Zoltán Varga nicht viel getan. „Er verlor fast jeden Zweikampf, spielte den Ball dem Gegner in die Beine, schoss ihn an und stand sonst nur herum“, schrieb der Tagesspiegel. Nach dem Telefonat spielte Varga wie aufgezogen, traf einmal die Latte des Bielefelder Tores, und es sah so aus, als werde der plötzlich so spielfreudige Ungar von seinen Kollegen geschnitten. Später erfuhren die Fußballfans, dass Bielefeld Geld dafür geboten hatte, dass Varga und seine Kollegen möglichst schlecht spielen.
Zoltán Varga wurde wegen der Beteiligung am Bundesliga-Skandal neben diversen anderen Hertha-Spielern in Deutschland vom 23. Januar 1972 bis zum 30. Juni 1974 gesperrt und musste 15.000 DM Geldbuße zahlen. Allerdings hatte der DFB Varga bereits 1971 mit einer Vorsperre belegt, was für Hertha nicht folgenlos bleiben sollte: Beim DFB-Pokal-Rückspiel FC Schalke 04 gegen Hertha BSC am 15. Dezember 1971 in Berlin, dem letzten Spiel vor der Winterpause, gewannen die Berliner 3:0 und wären somit nach dem 1:3 im Hinspiel eine Runde weiter gewesen. Aber sie machten dabei einen entscheidenden Fehler: Hertha setzte Varga ein, den das Sportgericht und im Berufungsverfahren das DFB-Bundesgericht wegen angeblicher Manipulationen um das Bundesligaspiel Hertha BSC gegen Arminia Bielefeld (0:1) wegen Bestechlichkeit gesperrt, aber noch nicht verurteilt hatte. Hertha BSC erreichte mit einer einstweiligen Verfügung vor einem Berliner Gericht, dass Varga im Pokal auflaufen durfte. Nach einer Aussprache im Vorstand von Hertha, der auch Trainer Helmut Kronsbein beiwohnte, entschloss sich der Verein, den DFB-seitig gesperrten Varga einzusetzen. Zoltán Varga ermöglichte somit Schalke trotz Niederlage den Einzug in die nächste Pokalrunde, denn im Januar 1972 annullierte das DFB-Sportgericht das DFB-Pokal-Rückspiel infolge des Schalker Protestes wegen des Mitwirkens des gesperrten Zoltán Varga und wertete das Spiel mit 2:0 für Schalke. Schalke 04 stand damit trotz der 0:3-Niederlage in der zweiten Runde des DFB-Pokals und gewann diesen am Saisonende.
Ab dem 1. Juli 1972 erhielt Zoltán Varga vom DFB die Freigabe fürs Ausland und konnte seine Karriere in Schottland beim FC Aberdeen (Saison 1972/73) und in den Niederlanden bei Ajax Amsterdam (Saison 1973/74) fortsetzen. Nach Ablauf der Sperre im Oktober 1974 absolvierte der ehemalige ungarische Nationalspieler Varga ein Probetraining beim damaligen Zweitligisten Borussia Dortmund. Beim ersten Training waren 2000 Zuschauer dabei und Trainer Knefler meinte: „Wenn wir ihn nehmen, dann aber nur auf der Basis des Ausleihens.“ Keine zwei Wochen später war das Ausleihgeschäft perfekt und Varga kam von Ajax Amsterdam in die Bierstadt. Das Debüt des Ungarn fand am 2. November beim Heimspiel gegen DJK Gütersloh vor 42.000 Zuschauern (Punktspielrekord) statt. Beim 2:1-Sieg konnte Varga allerdings wenig bewirken, da er wegen einer Grippe geschwächt ins Spiel gegangen war. Zitat von BVB-Trainer Otto Knefler über Varga nach dessen zweitem Pflichtspiel: „Er zieht magisch die Massen an und hat das Geld, das er gekostet hat, schon dreimal wieder eingespielt.“ Am 26. Januar 1976 kam es zum Bruch zwischen Trainer Knefler und dem größten Teil der Mannschaft, welcher von Helmut Nerlinger, Zoltán Varga und Peter Geyer angeführt wurde. Beim BVB machte Zoltán Varga auch durch „Zoltáns Taubenfang“ im Mai 1976 Schlagzeilen, als er eine Taube, die sich aufs Spielfeld verirrt hatte, mit bloßen Händen einfing. Varga war maßgeblich am Wiederaufstieg der Borussen in die erste Bundesliga im Jahre 1976 beteiligt, kam jedoch, obwohl er zum Anfangskader der Saison 1976/77 gehörte, unter dem neuen Trainer Otto Rehhagel in der 1. Bundesliga nicht mehr zum Einsatz, da er für die vorherige Unruhe (Entlassung Kneflers) mitverantwortlich gewesen war. Zoltán Varga sollte abgegeben werden, doch der kündigte an, dass er um seinen Platz kämpfen wolle, weswegen er im Kicker-Sportmagazin (Sonderheft 1976/77) noch im Kader des BVB aufgeführt war. In diesem Sonderheft kann man zur Problematik jener Zeit folgendes nachlesen: „Noch etwas anderes interessiert den jungen Trainer (Anm. Rehhagel): Die Zeit des Dschungelkrieges bei Borussia muß vorbei sein. Wenn die Spieler glauben, sie könnten mit mir genauso umspringen wie sie es teilweise mit Otto Knefler oder Horst Buhtz versucht haben, dann irren sie sich. Dann schlage ich sofort dazwischen. Die Spieler hatten Knefler praktisch auf dem Gewissen und Zoltan Varga zum Beispiel versuchte dessen Nachfolger Buhtz abzuschießen.“
Beim Thema Varga wird Rehhagel ohnehin nachdenklich. „Die Zeiten der Spielmacher wie Netzer oder Varga sind vorbei – in der Bundesliga verlangt man Allroundtalente, die alles können, die jedes Tempo mitgehen können. Wenn Varga das nicht bringt, kann er nicht spielen.“ Hier ein weiteres Zitat von Trainer Otto Rehhagel über den zunächst nicht abwanderungswilligen Zoltán Varga: „Varga soll freiwillig gehen. Er bringt das Tempo nicht mehr und kann auch nicht decken.“ Zoltán Varga wechselte noch im Juli 1976 zum FC Augsburg, wo er zwischen November 1976 und März 1977 insgesamt noch acht Spiele in der 2. Fußball-Bundesliga Süd unter Trainer Max Merkel absolvierte und ein Tor schoss. Insgesamt absolvierte Varga in der 1. Bundesliga für Hertha BSC 34 Spiele und schoss neun Tore und in der 2. Bundesliga für Borussia Dortmund und den FC Augsburg 59 Spiele, in denen er elf Tore erzielte. In der Saison 1977/78 spielte Varga für KAA Gent in Belgien.

## Laufbahn als Trainer
Von 1978 bis 1980 engagierte er sich als Spielertrainer beim damaligen Verbandsligisten BV Brambauer. In der Saison 1981/82 trainierte Zoltán Varga von Juli bis Dezember 1981 den Oberligisten (damals 3. Liga) Preußen Münster, wurde dort jedoch von Horst Blankenburg als Interimstrainer ersetzt. Wie auf der ungarischen Wikipedia Seite nachzulesen ist, trainierte Varga in Deutschland 1983 den MTV Ingolstadt, 1986 bis 1987 den FC Sportfreunde München und von 1991 bis 1993 den MSV München. Danach folgten Trainerpositionen bei den ungarischen Vereinen Ferencváros Budapest (1996/1997), Honvéd Budapest (1997), Dunaferr (1998–1999) und im Jahre 2000 Diósgyőri VTK. In der Saison 2001/2002 war Varga Trainer und technischer Direktor (bis 2003) des ungarischen Erstligisten Győri ETO FC, wo er dann in der Saison 2003/04 noch einmal kurz als Trainer tätig war.

## Tod
Varga starb am 9. April 2010 bei einem Senioren-Fußballspiel in Budapest im Alter von 65 Jahren an Herzversagen. Wie das ungarische Internet-Portal „origo“ berichtete, brach der 65-Jährige in der Halbzeit-Pause am Spielfeldrand tot zusammen. Der herbeigerufene Notarzt konnte ihm nicht mehr helfen.